# لئو جیمز رینواتر
لئو جیمز رینواتر (به انگلیسی: Leo James Rainwater) (زاده ۹ دسامبر ۱۹۱۷ – درگذشته ۳۱ مه ۱۹۸۶) فیزیک‌دان آمریکایی بود که در سال ۱۹۷۵ برای پیدا کردن ارتباط میان حرکت جمعی و حرکت ذره، و ایجاد نظریه‌ای دربارهٔ ساختار هسته اتم موفق به دریافت جایزه نوبل فیزیک شد.